# Отто Еллісон фон Нідлеф
Барон Отто Еллісон фон Нідлеф (нім. Otto Freiherr Ellison von Nidlef; 6 квітня 1868, Санкт-Пельтен — 11 листопада 1947, Санкт-Штефан-об-Штайнц) — австрійський інженер і офіцер англійського походження, генерал-лейтенант запасу вермахту.

## Біографія
Сім'я Еллісон в 1800 році переїхала з Англії в Ганновер, а звідти — в Австрію. Син оберста Отто Еллісона Едлера фон Нідлефа (1824—1914).
18 серпня 1889 року поступив на службу в австро-угорську армію, служив у інженерних частинах. Учасник Першої світової війни. Відзначився у боях в Італії. За бойові заслуги нагороджений численними нагородами. В січні 1919 року вийшов у відставку і став фермером. В 1920-х роках був командиром і «військовим радником» гаймверу. Еллісона неодноразово пов'язували із планами державного перевороту: наприклад, йому приписували розробку концепції путчу Пфрімера. Хоча Адольф Гітлер поважав Еллісона як героя Першої світової війни, після аншлюсу той опирався спробам нацистів використати його у пропаганді.
Еллісон був другом режисера Луїса Тренкера.

## Звання
- Генерал-майор (15 серпня 1917)
- Генерал-лейтенант запасу (27 серпня 1939)

## Нагороди
- Ювілейна пам'ятна медаль 1898
- Ювілейний хрест (1908)
- Бронзова медаль «За військові заслуги» (Австро-Угорщина)
- Хрест «За військові заслуги» (Австро-Угорщина)
  - 3-го класу (квітень 1906)
  - 3-го класу з військовою відзнакою і мечами (3 вересня 1915)
  - 2-го класу з військовою відзнакою і мечами
- Хрест «За вислугу років» (Австрія) 3-го класу (25 років)
- Орден Залізної Корони 3-го і 2-го класу з військовою відзнакою і мечами
- Орден Леопольда (Австрія), лицарський хрест з військовою відзнакою і мечами
- Військовий орден Марії Терезії, лицарський хрест (17 серпня 1917)
- Військовий Хрест Карла
- Пам'ятна військова медаль (Австрія) з мечами
- Почесний хрест ветерана війни з мечами (Третій Рейх)